# (20902) Kylebeighle
(20902) Kylebeighle est un astéroïde de la ceinture principale d'astéroïdes.

## Description
(20902) Kylebeighle est un astéroïde de la ceinture principale d'astéroïdes. Il fut découvert le 1er décembre 2000 à Socorro (Nouveau-Mexique) par le projet LINEAR. Il présente une orbite caractérisée par un demi-grand axe de 2,71 UA, une excentricité de 0,01 et une inclinaison de 8,7° par rapport à l'écliptique.

## Compléments